# Han Kulker
Han Kulker (Países Bajos, 15 de agosto de 1959) es un atleta neerlandés retirado especializado en la prueba de 1500 m, en la que ha conseguido ser medallista de bronce europeo en 1986.

## Carrera deportiva
En el Campeonato Europeo de Atletismo de 1986 ganó la medalla de bronce en los 1500 metros, con un tiempo de 3:42.11 segundos, llegando a meta tras los británicos Steve Cram (oro con 3:41.09 s) y Sebastian Coe (plata).
Al año siguiente, en el Campeonato Europeo de Atletismo en Pista Cubierta de 1987 ganó el oro en los 1500 metros, con un tiempo de 3:44.79 segundos, por delante de los alemanes Jens-Peter Herold y Klaus-Peter Nabein.